# Геншель, Валли
Валли Геншель (нем. Wally Henschel; 9 сентября, 1903, Гамбург — 13 декабря, 1988, Майами) — немецкая и американская шахматистка, призёр чемпионата мира по шахматам среди женщин (1930).

## Биография
Родилась в еврейской семье. Имела музыкальное образование, была певицей и зарабатовала уроками на фортепиано. В 1927 году получила диплом учителя пения, а в 1929 году успешно сдала экзамен на пригодность для сценической профессии в жанровой опере. После прихода национал-социалистов к власти в Германии в марте 1939 году эмигрировала в США. Там она в середине 1950-х годов стала инвалидом зрения и до своей смерти жила на скромную пенсию.
Два раза участвовала в турнирах за звание чемпионки мира по шахматам. Была третьей в 1930 году в Гамбурге и пятой в 1931 году в Праге. Ее победа в 1930 году над действующей чемпионкой мира Верой Менчик стала единственным поражением Менчик во всех чемпионатах мира по шахматам среди женщин.

## Примечательные партии
Валли Геншель – Вера Менчик

Турнир за звание чемпионки мира по шахматам, Гамбург 1930
1. d4 Кf6 2. c4 g6 3. Кc3 Сg7 4. Кf3 0–0 5. e4 d6 6. Сe2 Кbd7 7. 0–0 e5 8. Сg5 h6 9. dxe5 dxe5 10. Сh4 c6 11. Фd2 Лe8 12. Лfd1 Фb6 13. Сf1 Кh5 14. b3 Кf4 15. Кa4 Фc7 16. Лac1 Кe6 17. Кc3 Кd4 18. Кe1 Кf8 19. f3 Сe6 20. Кc2 Крh7 21. Кxd4 exd4 22. Кe2 c5 23. Кf4 Сe5 24. Сg3 Фd6 25. Сd3 b6 26. Кe2 Сxg3 27. Кxg3 a5 28. a4 Сc8 29. Лf1 Лa7 30. Лce1 Лae7 31. f4 Сb7 32. e5 Фb8 33. Кh5 Кd7 34. f5 Лf8 35. fxg6+ fxg6 36. e6 Кe5 37. Лxf8 Фxf8 38. Лxe5 Сc8 39. Кf4 Фf6 40. Кxg6 Лg7 41. Лh5, и чёрные сдались.